# Phanaeus blackalleri
Phanaeus blackalleri är en skalbaggsart som beskrevs av Delgado-castillo 1991. Phanaeus blackalleri ingår i släktet Phanaeus och familjen bladhorningar. Inga underarter finns listade i Catalogue of Life.